# Рідинний ракетний двигун

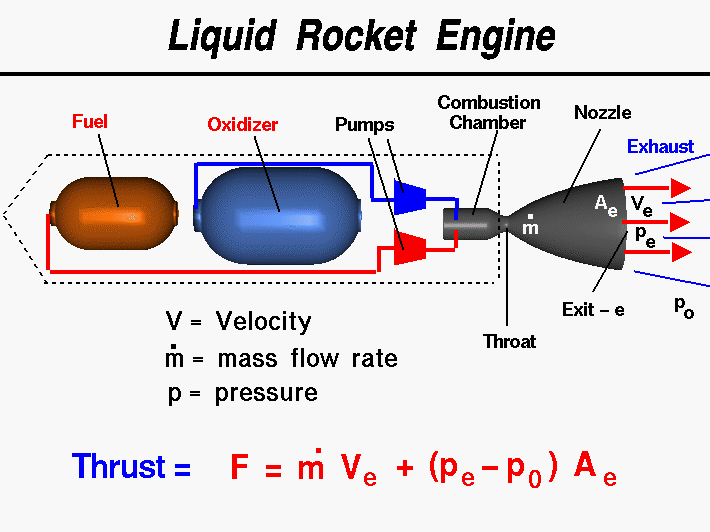
Принцип роботи РРД

Рідинний ракетний двигун (РРД) — хімічний ракетний двигун, що використовує як ракетне паливо рідини, зокрема зріджені гази. За кількістю використовуваних хімічних складових, розрізняються одно-, дво- та трикомпонентні РРД.

## Історія

Годдарт і його перша ракета з РРД

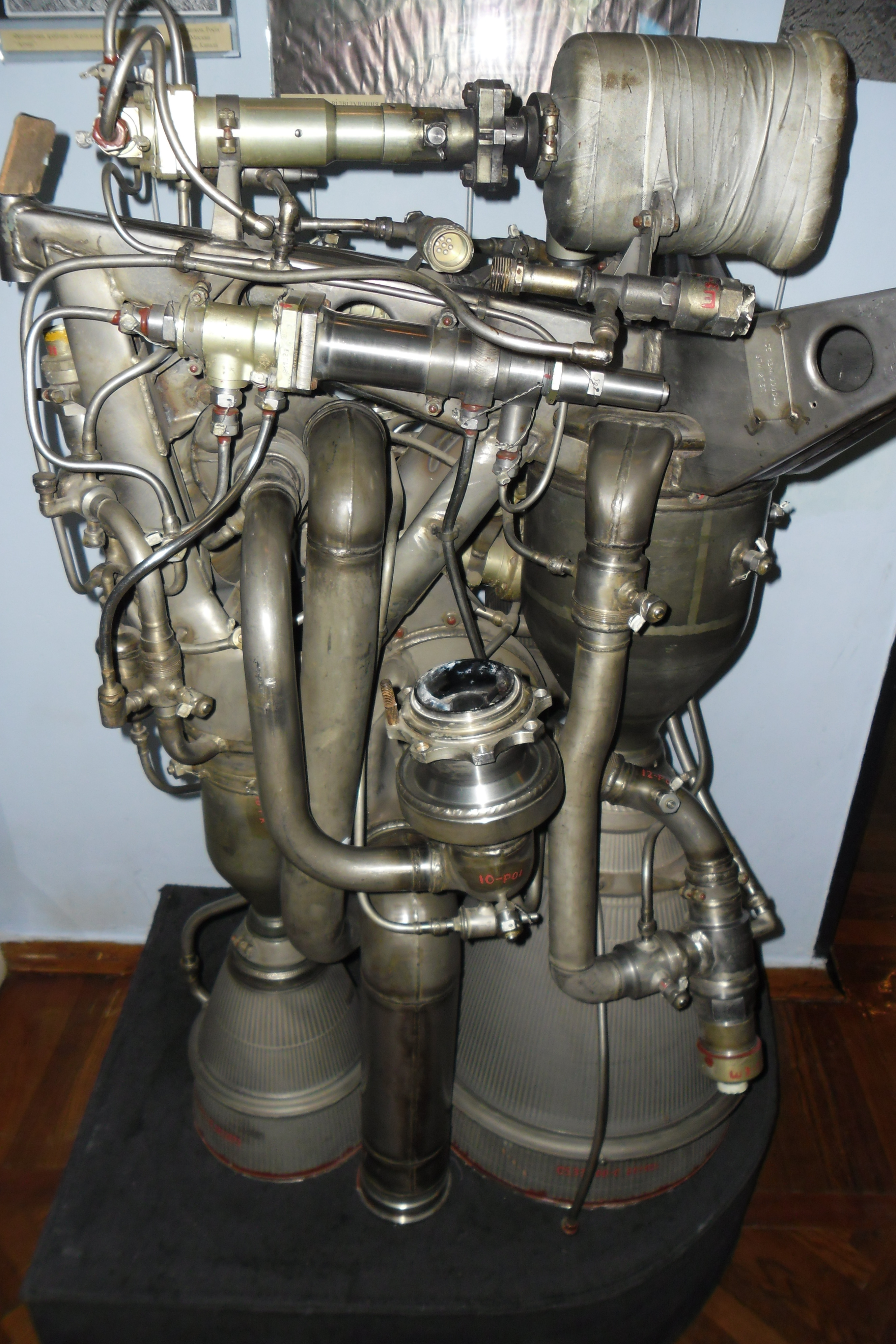
Рідинний ракетний двигун Р201-300. Експонат Полтавський музей авіації та космонавтики.

Можливість використання рідин, зокрема рідких водню і кисню, як пального для ракет, зазначав Костянтин Ціолковський у статті «Дослідження світових просторів реактивними приладами», оприлюдненій 1903 року. Перший робочий дослідний РРД, побудував американський винахідник Роберт Годдард 1926 року. Подібні розробки в 1931–1933 роках, здійснювались в СРСР групою послідовників під керівництвом Фрідріха Цандера. Ці роботи продовжились у створеному 1933 року РНДІ, але 1938 року тематику РРД в ньому закрили, а провідних конструкторів Сергія Корольова і Валентина Глушка репресували, як «шкідників».
Найбільших успіхів у розробці РРД в першій половині XX століття, досягли німецькі конструктори Вальтер Тіль, Гельмут Вальтер, Вернер фон Браун та інші. Впродовж Другої світової війни вони створили кілька РРД для ракет військового призначення: балістичної V-2, зенітних Вассерфаль, Шметтерлінг, Рейнтохтер R3. У Третьому райху до 1944 року, насправді була створена нова галузь — ракетобудування, під загальним керівництвом В. Дорнбергера, тоді як в інших країнах, розробки РРД перебували на дослідній стадії.
Після закінчення війни, розробки німецьких конструкторів підштовхнули дослідження в галузі ракетобудування в СРСР і у США, куди емігрувало багато німецьких науковців та інженерів, зокрема фон Браун. Розпочата гонитва озброєнь і суперництво СРСР і США за першість в освоєнні космосу, дуже спонукали подальші розробки РРД.
1957 року в СРСР під керівництвом Корольова створили МБР Р-7, оснащену РРД РД-107 і РД-108, на той час найпотужнішими і найдосконалішими у світі, розробленими під керівництвом Глушка. Ця ракета була використана, як носій перших у світі ШСЗ, перших пілотованих КА і міжпланетних зондів.
1969 року у США запустили перший космічний корабель серії Аполлон, виведений на траєкторію польоту до Місяця ракетою-носієм Сатурн V, перший ступінь якої мав п'ять двигунів F-1. F-1 досі є найпотужнішим серед однокамерних РРД, поступаючись за тягою чотирикамерному двигуну РД-170, розробленому КБ «Енергомаш» в Радянському Союзі 1976 року.
Нині космічні програми всіх країн ґрунтуються на використанні РРД.

## Галузь використання, переваги та вади

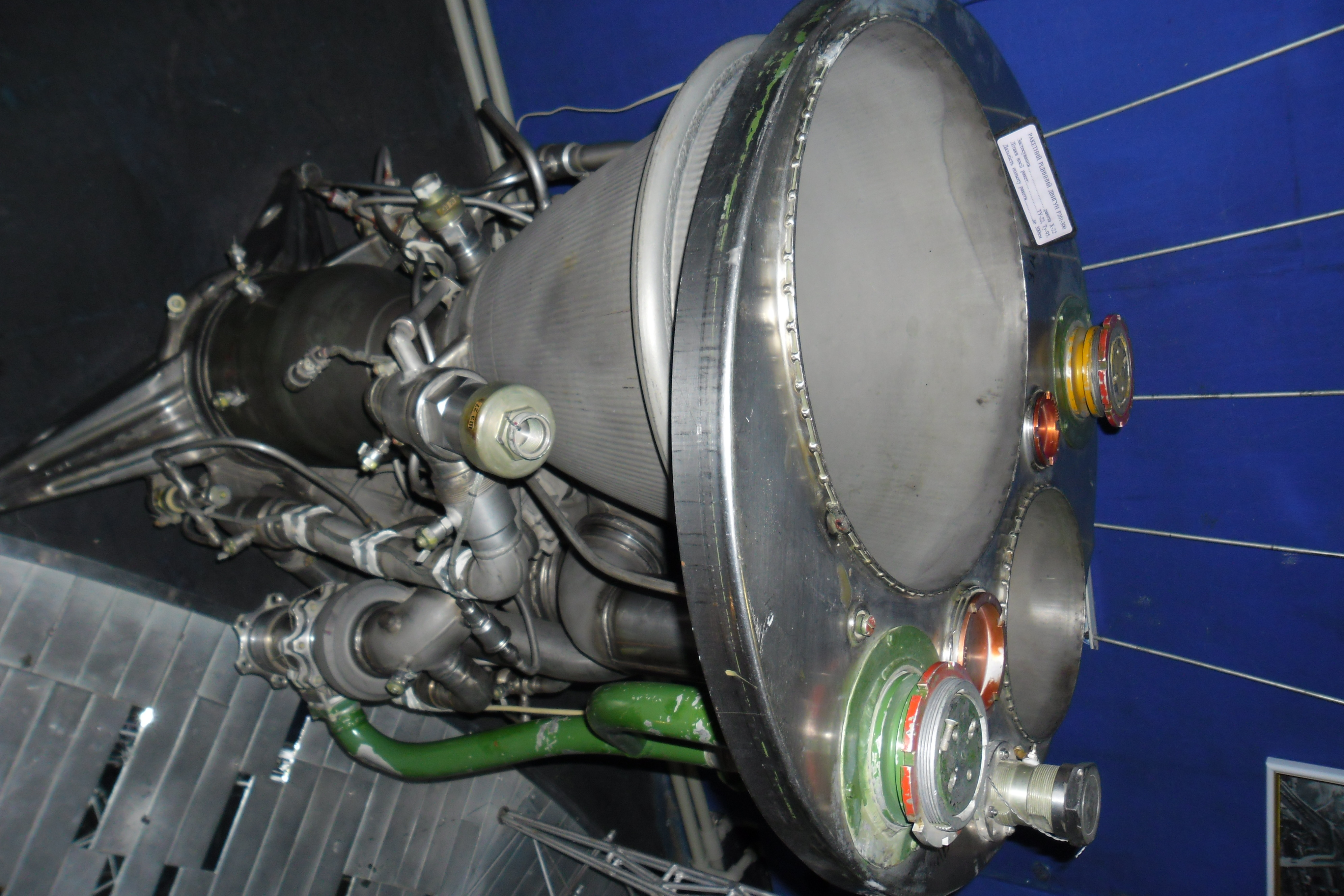
Рідинний ракетний двигун Р201-300. Застосування: ракета Х-22, Х-32, літаки-ракетоносці Ту-22, Ту-22М, Ту-95. Дальність польоту – 300 км.

Ракети-носії і рушійні установки різних космічних апаратів, є переважною сферою застосування РРД.
Переваги РРД:
Найвищий питомий імпульс у класі хімічних ракетних двигунів (понад 4500 м/с для пари кисень-водень, для гас-кисень — 3500 м/с).
Керованість тяги: керуюючи витратою пального, можна змінювати силу тяги у великих межах і повністю припиняти роботу двигуна, з подальшим повторним запуском. Це необхідно при маневруванні апарата в космічному просторі.
Під час створення великих ракет, наприклад, носіїв, що виводять на навколоземну орбіту багатотонні вантажі, використання РРД дозволяє досягти масової переваги порівняно з твердопаливними двигунами (РТПД). По-перше, завдяки вищому питомому імпульсу, а по-друге за рахунок того, що рідке пальне міститься в окремих баках, з яких воно подається в камеру згоряння насосами. Завдяки цьому, тиск у баках істотно (у десятки разів) нижче, ніж у камері згоряння, а самі баки виконуються тонкостінними і відносно легкими. У твердопаливних РТПД, вмістище палива, є одночасно і камерою згоряння, і мусить витримувати високий тиск (десятки атмосфер), а це спричинює збільшення його ваги. Чим більший обсяг пального в ракеті, тим більший розмір контейнерів для його зберігання, і тим дужче позначається вагова перевага РРД порівняно з РТПД, і навпаки: для малих ракет наявність турбонасосного агрегату зводить нанівець цю перевагу.
Недоліки РРД:
РРД і ракета на його основі значно складніше влаштовані, і дорожчі, ніж відповідні за можливостями твердопаливні (попри те, що 1 кг рідкого палива в кілька разів дешевше від твердого). Перевозити рідинну ракету необхідно з великими пересторогами, а технологія підготовки її до запуску складніша, є копіткою і вимагає більше часу (особливо у разі використання скраплених газів, як складових пального), через це для ракет військового призначення, перевага надається твердопаливним двигунам, зважаючи на їхню вищу надійність, мобільність та боєготовність.
Складники рідкого палива в невагомості, некеровано переміщаються в просторі баків. Для їхнього осадження треба вживати особливих заходів, наприклад, залучати допоміжні двигуни, що працюють на твердому паливі або на газі.
Нині для хімічних ракетних двигунів (зокрема і для РРД) досягнуто межі енергетичних можливостей пального, отож теоретично не передбачається можливість істотного збільшення їхнього питомого імпульсу, а це обмежує можливості ракетної техніки, що заснована на використанні хімічних двигунів, вже освоєними двома напрямками:
- Космічні польоти в навколоземному просторі (пілотовані і безпілотні).
- Дослідження космосу в межах Сонячної системи за допомогою автоматичних апаратів (Вояджер , Галілео).

Якщо короткочасне відрядження людей на Марс або Венеру на РРД, ще є можливим (хоча існують сумніви в доцільності таких польотів), то для подорожі до дальших об'єктів Сонячної системи, розміри необхідної для цього ракети і тривалість польоту виглядають недосяжними.

## Будова і спосіб дії двокомпонентних РРД

Схема двокомпонентного РРД
1 — магістраль пального
2 — магістраль окисника
3 — насос пального
4 — насос окисник
5 — турбіна
6 — газогенератор
7 — клапан газогенератора (пальне)
8 — клапан газогенератора (окисник)
9 — головний клапан пального
10 — головний клапан окисника
11 — вихлоп турбіни
12 — змішувальна головка
13 — Камера згоряння
14 — сопло

Існує чимала різноманітність схем будови РРД, при єдності головного принципу їхньої дії. Розглянемо улаштування і спосіб дії РРД, на прикладі двокомпонентного двигуна з насосним подаванням пального, як найпоширенішого, схема якого стала класичною. Інші типи РРД (за винятком трикомпонентного) є спрощеними різновидами розглянутого, і для їхнього опису, досить буде вказати спрощення.
На схемі праворуч схематично представлено будову РРД.
Компоненти палива — пальне (1) і окисник (2) надходять з баків на відцентрові насоси (3, 4), що приводяться в рух газовою турбіною (5). Під високим тиском складові пального надходять на форсункову головку (12) — вузол, в якому розміщені форсунки, крізь які компоненти нагнітаються в камеру згоряння (13), перемішуються і згорають, створюючи нагріте до високої температури газоподібне робоче тіло, яке, розширюючись у соплі, здійснює роботу і перетворює внутрішню енергію розжареного газу на кінетичну енергію його направленого руху. Через сопло (14) газ викидається з великою швидкістю, надаючи двигуну реактивну тягу.
Паливна система РРД складається з пристроїв, що застосовуються для подавання пального до камери згоряння — паливних баків, трубопроводів, турбонасосного агрегату (ТНА — вузол, що складається з насосів і турбіни, змонтованих на єдиному валу), форсункової головки, і клапанів, які керують подаванням пального.
Насосне подавання палива дозволяє створити в камері двигуна високий тиск, від десятків до 250 атмосфер (РРД 11Д520 РН Зеніт). Високий тиск забезпечує більший ступінь розширення робочого тіла, що є передумовою для досягнення високого значення питомого імпульсу. Водночас, при великому тиску в камері згоряння, досягається краще значення тягооснащеності двигуна — відношення величини тяги до маси двигуна. Чим вище значення цього показника, тим менше розміри і маса двигуна (за тієї же величини тяги), і тим вище ступінь його досконалості. Переваги насосної системи особливо позначаються в РРД з великою тягою — наприклад, у рушійних установках ракет-носіїв.
На схемі відпрацьовані гази з турбіни ТНА надходять крізь форсункову голівку в камеру згоряння разом з компонентами палива (11). Такий двигун називається двигуном із замкненим циклом (інакше — з закритим циклом), коли усе витрачене паливо, зокрема використовуване в приводі ТНА, проходить крізь камеру згоряння РРД. Тиск на виході турбіни в такому двигуні вищий, ніж у камері згоряння РРД, а на вході в газогенератор (6), що живить турбіну, — ще вище. Щоб задовольнити цим вимогам, для приводу турбіни використовуються ті ж складові пального (під високим тиском), на яких працює сам РРД (з іншим співвідношенням компонентів, здебільшого, — з надлишком пального, щоб знизити теплове навантаження на турбіну).
Противагою замкненому циклу є відкритий цикл, у разі якого вихлоп турбіни викидається просто в навколишнє середовище через відвідний патрубок. Втілення відкритого циклу технічно простіше, оскільки робота турбіни не пов'язана з роботою камери РРД, і в цьому випадку ТНА взагалі може мати свою незалежну паливну систему, що спрощує порядок запуску всієї рушійної установки. Але системи з замкнутим циклом мають трохи кращі значення питомого імпульсу, і це змушує конструкторів долати технічні складнощі їхньої реалізації, особливо для великих двигунів ракет-носіїв, до яких висуваються особливо високі вимоги за цим показником.
На схемі один ТНА нагнітає обидва компоненти, що припустимо у випадках, коли складові мають співмірні густини. Для більшості рідин, що використовуються як компоненти ракетного палива, густина коливається в межах 1±0,5 г/см³, що дозволяє використовувати один турбопривід для обох насосів. Виняток становить рідкий водень, який за температури 20 K має густину 0,071 г/см³. Для такої легкої рідини потрібен насос з цілковито іншими властивостями, зокрема, з набагато більшою швидкістю обертання. Через це, у разі використання водню як пального, для кожної хімічної складової передбачається незалежний ТНА.
У разі невеликої тяги двигуна (отже й, невеликої витрати пального) турбонасосний агрегат стає занадто важким прмстроєм, що погіршує масові показники рушійної установки. Противагою насосній паливній системі, слугує витискувальна, коли надходження пального в камеру згоряння забезпечує тиск наддуву в паливних баках, створюваний стисненим газом, найчастіше азотом, який негорючий, неотруйний, не окислювач і порівняно дешевий у виробництві. Для наддуву баків з рідким воднем застосовується гелій, оскільки інші гази при температурі рідкого водню конденсуються і перетворюються в рідини.
Стосовно розгляду роботи двигуна з витискувальною системою подавання пального, зі схеми вилучається ТНА, а компоненти палива надходять з баків одразу на головні клапани РРД (9) і (10). Тиск в паливних баках з витискувальним подаванням має бути вищим, ніж у камері згоряння, баки — міцніше (і важче), порівняно з насосною паливною системою. Переважно, тиск у камері згоряння двигуна з витискувальним подаванням пального, лежить у межах 10—15 атмосфер. Зазвичай, такі двигуни мають порівняно невелику тягу (в межах 10 т). Перевагами витискувальної системи є простота конструкції та швидкість реакції двигуна на команду запуску, особливо у разі використання самозаймистих компонентів палива. Такі двигуни використовують для маневрування космічних апаратів у космічному просторі. Витискувальна система використовувалась у трьох рушійних установках місячного корабля Аполлон — службовій (тяга 9760 кГс), посадковій (тяга 4760 кГс), і злітній (тяга 1 950 кГс).
Форсункова головка — вузол, в якому змонтовані форсунки, призначені для впорскування компонентів палива в камеру згоряння. Головна вимога до форсунок — якнайбільш швидке і ретельне перемішування складових під час надходження в камеру, оскільки від цього залежить стрімкість їхнього займання і згорання.
Крізь форсункову головку двигуна F-1, до камери згоряння щосекунди надходить 1,8 т рідкого кисню і 0,9 т гасу. Кожна порція цього пального і продуктів його згоряння перебуває в камері впродовж мілісекунд. За цей час паливо має згоріти якомога повніше, оскільки незгоріле пальне — це втрата тяги і питомого імпульсу.
Вирішення цієї проблеми досягається такими заходами:
- Максимальне збільшення кількості форсунок в голівці, з пропорційним зменшенням витрат крізь одну форсунку. (У форсунковій голівці двигуна F-1 встановлюється 2600 форсунок для кисню і 3700 форсунок для гасу).
- Особлива геометрія розташування форсунок в голівці і порядок чергування форсунок пального і окисника.
- Спеціальна форма каналу форсунки, завдяки якій під час руху каналом рідина починає обертатись, і з потраплянням в камеру, вона розкидається на всі боки відцентровою силою.

## Система охолодження
Зважаючи на стрімкість процесів, що відбуваються в камері згоряння РРД, лише незначна частина (частки відсотка) усієї теплоти, що виробляється в камері, передається конструкції двигуна, однак, з огляду на високу температуру горіння (іноді — понад 3000 К), та значну кількість тепла, що виділяється, навіть незначної його частини досить для теплового руйнування двигуна, тож потрібне охолодження РРД.
Для РРД з насосним подаванням пального, переважно застосовуються два способи охолодження стінок камери РРД: регенеративне охолодження і пристінний шар, які часто використовуються спільно. Для невеликих двигунів з витискувальною паливною системою часто застосовується абляційний метод охолодження.
Регенеративне охолодження полягає в тому, що у стінці камери згоряння і верхньої, що найбільше нагрівається, частини сопла певним чином створюється порожнина (іноді звана «сорочкою охолодження»), крізь яку перед надходженням у змішувальну голівку проходить один з компонентів палива (зазвичай — пальне), охолоджуючи, в такий спосіб, стінку камери. Тепло, поглинене охолоджувальним компонентом, повертається до камери разом з власне теплоносієм, що і виправдовує назву системи — «регенеративна».
Розроблено різні технологічні способи для створення сорочки охолодження. Камера РРД ракети Фау-2, наприклад, складалася з двох сталевих оболонок, внутрішньої і зовнішньої, що повторювали форму одна одної. В проміжку між цими оболонками проходив охолоджувальний компонент (етанол). Через технологічні відхилення товщини зазору, виникали нерівномірності течії рідини, через що створювались локальні зони перегріву внутрішньої оболонки, яка часто «прогорала» у цих місцях, з катастрофічними наслідками.
У сучасних двигунах внутрішня частина стінки камери виготовляється з високотеплопровідних бронзових сплавів. У ній фрезеруванням (15Д520 РН 11К77 Зеніт, РН 11К25 Енергія), або травленням кислотою (SSME Space Shuttle) створюються вузькі тонкостінні канали. Ззовні ця конструкція щільно вкрита тримальною листовою оболонкою зі сталі або титану, яка сприймає силове навантаження внутрішнього тиску камери. Каналами циркулює охолоджувальний компонент. Іноді сорочка охолодження складається з тонких теплопровідних трубок, що для непроникності пропаяні бронзовим сплавом, але такі камери розраховані на нижчий тиск.
Пристінний шар — це газовий прошарок у камері згоряння, що міститься в безпосередній близькості від стінки камери, і складається, переважно, з парів пального. Для утворення такого шару на периферії змішувальної головки встановлюються тільки форсунки пального. Зважаючи на надлишок пального та нестачу окиснювача, хімічна реакція горіння в пристінному прошарку відбувається менш інтенсивно, ніж у центральній зоні камери. У підсумку, температура пристінного шару значно нижча, за температуру центральної зони камери, і він відокремлює оболонку камери від безпосередньої взаємодії з найгарячішими продуктами горіння. Іноді додатково на бічних стінках камери встановлюються форсунки, що виводять частину пального в камеру одразу з сорочки охолодження, також заради створення пристінного шару.
Абляційний метод охолодження полягає в особливому теплозахисному покритті стінок камери і сопла. Таке покриття зазвичай, буває багатошаровим. Внутрішні прошарки складаються з теплоізолюючих матеріалів, на які наноситься абляційний шар, що складається з речовини, здатної переходити при нагріванні з твердої фази безпосередньо в газоподібну, і при цьому фазовому перетворенні, поглинати багато теплоти. Абляційний шар поступово випаровується, забезпечуючи тепловий захист камери. Цей спосіб застосовується в невеликих РРД, з тягою до 10 т. У таких двигунах витрата пального становить кілька кілограмів на секунду, і цього виявляється недостатньо, щоб забезпечити діяльне регенеративне охолодження. Абляційне охолодження застосовувалось в рушійних установках місячного корабля Аполлон.

### Запуск РРД
Запуск РРД — відповідальна операція, що може мати важкі наслідки у разі виникнення нештатних ситуацій під час її виконання.
Якщо компоненти палива самозаймисті, тобто вступають у хімічну реакцію горіння при фізичному контакті один з одним (наприклад, гептил/азотна кислота), початок процесу горіння не викликає питань. Якщо для компонентів необхідний зовнішній ініціатор займання, його дія має точно узгоджуватись з подаванням складових палива в камеру згоряння. Незгоріла паливна суміш — це вибухівка великої руйнівної сили, і накопичення її в камері загрожує важкою аварією.
Після запалення палива підтримання безперервного процесу його горіння відбувається самостійно: паливо знову надходить у камеру згоряння і запалюється завдяки високій температурі, створеній при згорянні раніше введених порцій.
Для початкового займання палива в камері згоряння при запуску РРД використовуються різні методи:
- Використання самозаймистих компонентів (здебільшого, на основі фосфоровмісних пускових горючих речовин, самозаймистих при взаємодії з киснем), які на самому початку процесу запуску двигуна вводяться в камеру через спеціальні, додаткові форсунки з допоміжної паливної системи, а після початку горіння подаються основні компоненти. Наявність додаткової паливної системи ускладнює конструкцію двигуна, зате дозволяє його кількаразовий повторний запуск.
- Електричний запальник, що розміщується в камері згоряння поблизу змішувальної головки, що при вмиканні створює електричну дугу або серію іскрових розрядів високої напруги. Такий запальник — одноразовий. Після запалення палива він згоряє.
- Піротехнічний запалювач. Поблизу змішувальної головки в камері розміщується невелика піротехнічна шашка запальної дії, яка підпалюється електричним запалом.

Автоматика запуску двигуна узгоджує в часі дію запалювача і подавання палива.
Запуск великих РРД з насосною паливною системою складається з кількох етапів: спочатку запускається і набирає обертів ТНА (цей процес також може складатись з кількох фаз), потім вмикаються головні клапани РРД, переважно, до двох або більше ступенів з поступовим набором тяги від ступеня до ступеня до нормальної.
Для відносно невеликих двигунів засосовується запуск з виходом РРД відразу на 100% тяги, званий «гарматним».

### Система автоматичного управління РРД
Сучасний РРД забезпечується досить складною автоматикою, яка повинна виконувати такі завдання:
- Безпечний запуск двигуна та виведення його на основний режим.
- Підтримка усталеного режиму роботи.
- Зміна тяги згідно з програмою польоту або за командою зовнішніх систем управління.
- Вимкнення двигуна після досягнення ракетою визначеної орбіти (траєкторії).
- Керування співвідношенням витрат компонентів.

Через технологічне відхилення гідравлічних опорів трактів пального та окислювача, співвідношення витрат компонентів у справжньому двигуні відрізняється від розрахункового, що призводить до зниження тяги та питомого імпульсу, порівняно з розрахунковими значеннями.
Зрештою, ракета може не виконати своє завдання, витративши повністю один з компонентів палива. На зорі ракетобудування з цим боролися, створюючи гарантійний запас палива (ракета заправляється більшою від розрахункової кількістю палива, щоб його вистачило за будь-яких відхилень в реальних умовах польоту від розрахункових). Гарантійний запас палива створюється за рахунок корисного вантажу. Нині великі ракети обладнуються системою автоматичного регулювання співвідношення витрат компонентів, яка дозволяє підтримувати це співвідношення близьким до розрахункового, скоротити, в такий спосіб, гарантійний запас палива, та відповідно збільшити масу корисного навантаження.
Система автоматичного керування рушійною установкою складається з датчиків тиску та витрат у різних точках паливної системи, а виконавчими органами є головні клапани РРД і клапани управління турбіною.

## Компоненти палива
Вибір компонентів палива є одним з найважливіших рішень під час проектування РРД, що зумовлює багато деталей конструкції двигуна і наступні технічні рішення. Тому вибір палива для РРД виконується при всебічному розгляді призначення двигуна і ракети, на якій він встановлюється, умов їхнього функціонування, технології виробництва, зберігання, транспортування до місця старту тощо.
Одним з найважливіших показників, що визначають поєднання компонентів є питомий імпульс, який має особливо важливе значення для розробки ракет-носіїв космічних апаратів, оскільки від нього найбільше залежить співвідношення маси палива та корисного вантажу, отже й, розміри і маса всієї ракети (див. Формула Ціолковського), які у разі недостатньо високого значення питомого імпульсу можуть виявитися нереальними.
Таблиця 1.
| Окислювач          | Пальне                        | Середня густина палива, г /см³ | Температура в камері згоряння, К | Питомий імпульс у вакуумі, с |
| ------------------ | ----------------------------- | ------------------------------ | -------------------------------- | ---------------------------- |
| Кисень             | Водень                        | 0,3155                         | 3250                             | 428                          |
|                    | Гас                           | 1,036                          | 3755                             | 335                          |
|                    | Несиметричний диметилгідразин | 0,9915                         | 3670                             | 344                          |
|                    | Гідразин                      | 1,0715                         | 3446                             | 346                          |
|                    | Аміак                         | 0,8393                         | 3070                             | 323                          |
| Азотний тетраоксид | Гас                           | 1,269                          | 3516                             | 309                          |
|                    | Несиметричний диметилгідразин | 1,185                          | 3469                             | 318                          |
|                    | Гідразин                      | 1,228                          | 3287                             | 322                          |
| Фтор               | Водень                        | 0,621                          | 4707                             | 449                          |
|                    | Гідразин                      | 1,314                          | 4775                             | 402                          |
|                    | Пентаборан                    | 1,199                          | 4807                             | 361                          |

Крім питомого імпульсу для виборі компонентів палива, вирішальними можуть бути й інші показники властивостей палива, зокрема:
- Густина, що впливає на розміри баків компонентів. Як випливає з таблиці, водень є пальним з найбільшим питомим імпульсом (з будь-яким окисником), однак він має вкрай низьку густину. Тому перші (найбільші) ступені ракет-носіїв зазвичай використовують інші (менш ефективні, але з більшою густиною) види пального, наприклад, гас, що дозволяє зменшити розміри першого ступеня до прийнятних. Прикладами такої «тактики» є ракета Сатурн V, перший ступінь якої використовував компоненти кисень/гас, а другий і третій ступені — кисень/водень, і система Спейс Шаттл, у якій як перший ступінь використані твердопаливні прискорювачі.
- Температура кипіння, яка може накладати значні обмеження на умови експлуатації ракети. За цим показником компоненти рідкого палива поділяють на кріогенні — охолоджені до вкрай низьких температур зріджені гази, і висококиплячі — рідини мають температуру кипіння вище 0 °C.

- Кріогенні компоненти не можуть довго зберігатись, і транспортуватись на великі відстані, тож вони повинні виготовлятись (принаймні зріджуватись) на особливих енергоємних виробництвах, розташованих близько від місця старту, що робить пускову установку абсолютно немобільною. Крім цього, кріогенні компоненти мають інші фізичні властивості, котрі висувають додаткові вимоги до їхнього використання. Наприклад, за наявності навіть незначної кількості води чи водяної пари в ємностях із зрідженими газами утворюються дуже тверді кристали льоду, які при попаданні в паливну систему ракети впливають на її частини як абразивний матеріал і можуть стати причиною важкої аварії. За час багатогодинної підготовки ракети до старту на ній намерзає багато інею, що перетворюється в лід, і падіння його шматків з великої висоти становить небезпеку для персоналу, зайнятого в підготовці, а також для самої ракети і стартового обладнання. Після заправки ракети зрідженими газами вони починають випаровуватись, і до миті старту їх потрібно безперервно поповнювати через спеціальну систему підживлення. Надлишок газу, що утворюється при випаровуванні компонентів, необхідно відводити так, щоб окислювач не змішувався з пальним, утворюючи вибухову суміш.
- Висококиплячі компоненти набагато зручніші при транспортуванні, зберіганні та оперування з ними, тому в 50-ті роки ХХ століття вони витіснили кріогенні складові у військовому ракетобудуванні. Згодом військові надали перевагу твердому паливу. Проте для створення космічних носіїв, кріогенні палива поки зберігають своє становище завдяки високій енергетичній ефективності, а для виконання маневрів у космічному просторі, коли паливо повинно зберігатись у баках місяцями, а то й роками, найприйнятнішими є висококиплячі компоненти. Ілюстрацією такого «поділу праці» можуть служити РРД, задіяні в проекті Аполлон: три ступені ракети-носія Сатурн V використовують кріогенні компоненти, а двигуни місячного корабля, призначені для корекції траєкторії і маневрів на навколомісячній орбіті, — висококиплячі несиметричний диметилгідразин і азотний тетраоксид.

- Хімічна агресивність притаманна для усіх окисників. Тому наявність у баках, призначених для окисника, навіть незначних кількостей органічних речовин (наприклад, жирових плям, залишених людськими пальцями) може викликати загоряння, внаслідок якого може спалахнути матеріал самого бака (алюміній, магній, титан і залізо дуже енергійно горять у середовищі ракетного окислювача). Через агресивність окисники зазвичай не використовуються як теплоносії у системах охолодження РРД, а в газогенераторах ТНА, для зниження теплового навантаження на турбіну робоче тіло перенасичується пальним, а не окисник. За низьких температур рідкий кисень, напевне, найбезпечніший окисник, бо альтернативні окисники, такі як азотний тетраоксид або концентрована азотна кислота вступають в реакцію з металами, і хоча вони висококиплячі окисники, які можуть довго зберігатись за нормальної температури, тривалість служби баків, у яких вони перебувають, обмежена.
- Токсичність компонентів палива та продуктів їхнього горіння є значним обмежувачем їхнього використання. Наприклад, фтор, як випливає з табл. 1, як окисник, ефективніший, ніж кисень, проте в парі з воднем він утворює фтороводень — надзивачайно токсичну та агресивну речовину, і викид кількох сотень, тим більше, тисяч тонн такого продукту згоряння в атмосферу при запуску великої ракети, сам собою є найбільшою техногенною катастрофою, навіть у разі вдалого запуску. У випадку аварії і розливу такої кількості цієї речовини, збиток не піддається обліку. Отож фтор не використовується як компонент палива. Токсичними є азотний тетраоксид, азотна кислота і несиметричний диметилгідразин. Від початку 2000-х перевагу (з екологічної точки зору) мають кисень (окисник), пальне — водень або гас.

## Однокомпонентні РРД
В однокомпонентних двигунах як паливо використовується рідина, що при взаємодії з каталізатором розкладається з утворенням гарячого газу. Прикладами таких рідин може бути гідразин, що розкладається на аміак і водень, або концентрований перекис водню, який при розкладанні утворює перегріту водяну пару і кисень. Хоча однокомпонентні РРД розвивають невеликий питомий імпульс (від 150 до 255 с) і набагато поступаються за ефективністю двокомпонентним, їхньою перевагою є простота конструкції двигуна.
Паливо зберігається в єдиній ємності, і подається єдиною паливною магістраллю. В однокомпонентних РРД використовується винятково витискувальна система подачі палива. Проблеми перемішування компонентів в камері не існує. Система охолодження зазвичай відсутня, оскільки температура хімічної реакції не перевищує 600 °C. Нагріваючись, камера двигуна розсіює тепло випромінюванням і її температура водночас утримується на рівні не вище 300 °C. Немає потреби у складній системі керування однокомпонентним РРД.
Під дією витискувального тиску паливо крізь клапан надходить до камери згоряння, в якій каталізатор, наприклад, оксид заліза, розкладає його.
Однокомпонентні РРД зазвичай використовуються як двигуни малої тяги (іноді їхня тяга становить кілька ньютонів) у системах орієнтації і стабілізації космічних апаратів і тактичних ракет, для яких простота, надійність і незначна маса конструкції є визначальними критеріями.
Можна навести чудовий приклад використання гідразинового двигуна малої тяги на борту першого американського супутника зв'язку TDRS-1; цей двигун працював протягом кількох тижнів, щоб вивести супутник на геостаціонарну орбіту, після того як на прискорювачі сталась аварія і супутник виявився на значно нижчій орбіті.
Прикладом використання однокомпонентного РРД можуть бути також двигуни малої тяги в системі стабілізації спускного апарата космічного корабля «Союз».
До однокомпонентних РРД зараховують і реактивні двигуни, що працюють на стиснутому холодному газі (наприклад, азоті). У цьому випадку весь двигун складається з клапана та сопла. Такі струменеві двигуни застосовуються там, де неприпустимі тепловий і хімічний вплив вихлопного струменя, і де основною вимогою є простота конструкції. Цим вимогам повинні задовольняти, наприклад, особисті установки переміщення та маневрування космонавтів (УПМК), розташовані в ранці за спиною і призначені для переміщення під час робіт поза космічним кораблем. УПМК працюють від двох балонів зі стисненим азотом, який подається крізь соленоїдні клапани в рушійну установку, що складається з 16 двигунів.

## Трикомпонентні РРД
З початку 1970-х років у колишньому СРСР і США вивчалась концепція трикомпонентних двигунів, які поєднували б у собі високе значення питомого імпульсу при використанні як пальне водню, і вищу усереднену густину палива (отже й, менший об'єм і масу паливних баків), притаманну для вуглеводневого палива. Для запуску такий двигун працював би на кисні і гасі, а на великих висотах перемикався б на використання рідких кисню і водню. Такий підхід, можливо, дозволить створити одноступеневий космічний носій. Російським прикладом трикомпонентного двигуна є РРД РД-701, розроблений для багаторазової транспортно-космічної системи МАКС.
Можливо також використання двох палив одночасно — наприклад водень-берилій-кисень і водень-літій-фтор (берилій і літій горять, а водень здебільшого застосовується як робоче тіло), це дає ПІ 550–560 секунд, проте технічне втілення дуже складне і ніколи не використовувалось на практиці.

## Керування ракетою
У рідинних ракетах двигуни часто крім основного завдання — створення тяги, також є органами керування польотом. Перша керована балістична ракета Фау-2 управлялася за допомогою чотирьох графітних газодинамічних керм, поміщених в реактивний струмінь двигуна на периферії сопла. Відхиляючись, ці керма відхиляли частину реактивного струменя, що змінювало напрямок вектора тяги двигуна, і створювало момент сили відносно центру мас ракети, що і було керувальним впливом. Цей спосіб помітно знижує тягу двигуна, до того ж графітні керма в реактивному струмені схильні до значної ерозії і мають дуже малий часовий ресурс.
У сучасних системах керування ракетами використовуються поворотні камери РРД, які кріпляться до основних елементів корпусу ракети шарнірами, що дозволяють повертати камеру в одній або двох площинах. Компоненти палива підводяться до камери гнучкими трубопроводами — сильфонами. При відхиленні камери від осі, паралельної осі ракети, тяга камери створює необхідний керуючий момент сили. Повертаються камери гідравлічними або пневматичними керуючими машинками, які виконують команди системи управління ракетою.
У російському космічному носії Союз крім 20 основних, нерухомих камер рушійної установки є 12 поворотних (кожна — у своїй площині), керуючих камер меншого розміру. Рульові камери мають загальну паливну систему з основними двигунами.
З 11-ти маршових двигунів (усіх ступенів) ракети-носія Сатурн V дев'ять (окрім центральних першого та другого ступенів) були поворотними, кожен у двох площинах. З використанням основних двигунів як керуючих, робочий діапазон повороту камери становить не більше ±5°: через велику тягу головної камери і розташування її в кормовому відсіку, тобто на значній відстані від центру мас ракети, навіть невелике відхилення камери створює значний керуючий момент.
Крім поворотних камер, іноді використовуються двигуни, які призначені лише для цілей управління і стабілізації літального апарата. Дві камери з протилежно спрямованими соплами жорстко закріплюються на корпусі апарата таким, щоб тяга цих камер створювала момент сили навколо однієї з головних осей апарата. Для управління за двома іншими осями, встановлюються інші пари керуючих двигунів. Ці двигуни, зазвичай однокомпоненті, вмикаються і вимикаються командами системи управління апаратом для розвороту в потрібному напрямку. Такі системи управління зазвичай використовуються для орієнтації літальних апаратів у космічному просторі.

Всесвітньо відомі РРД
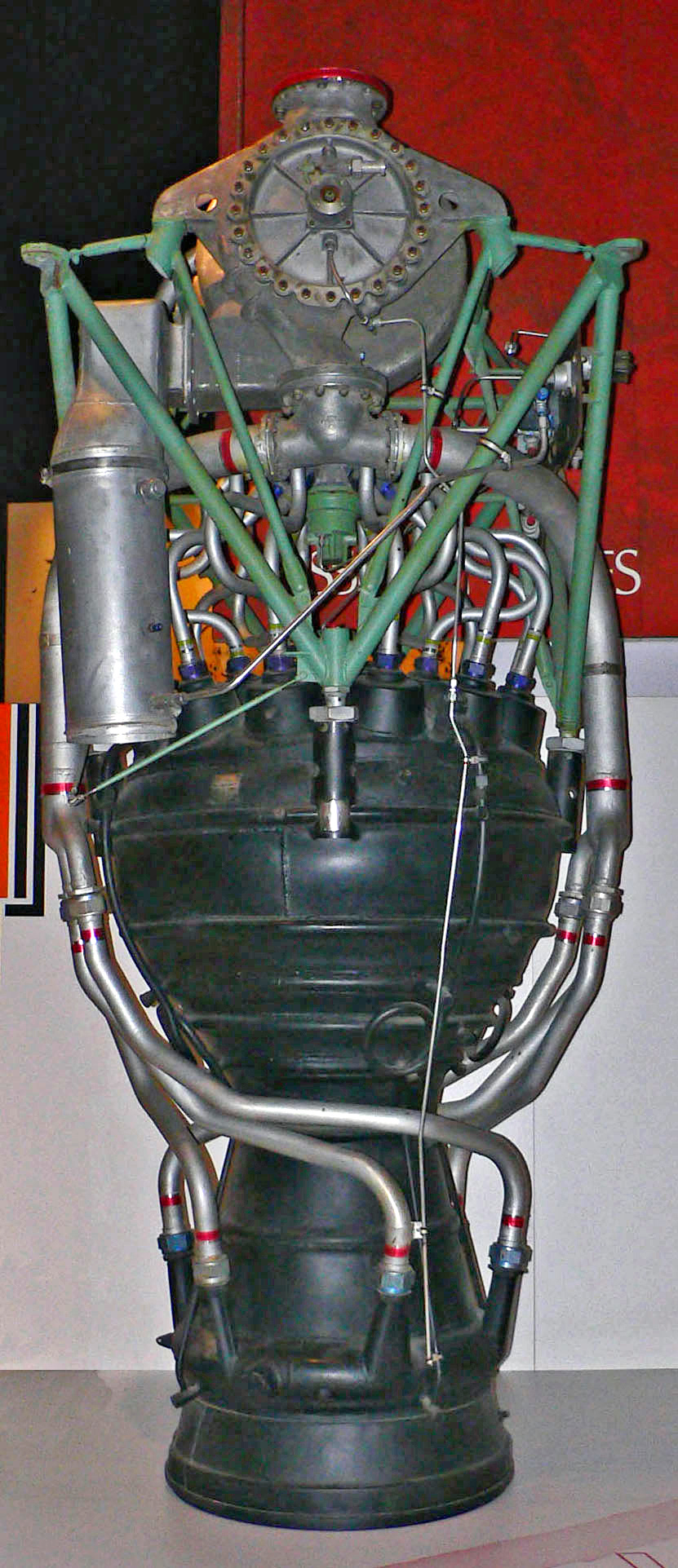
Рідинний ракетний двигун Фау-2. Схема цього двигуна була класичною для РРД протягом більш ніж півстоліття. Тяга на Землі — 25 тс. Перший політ — 1942 року.
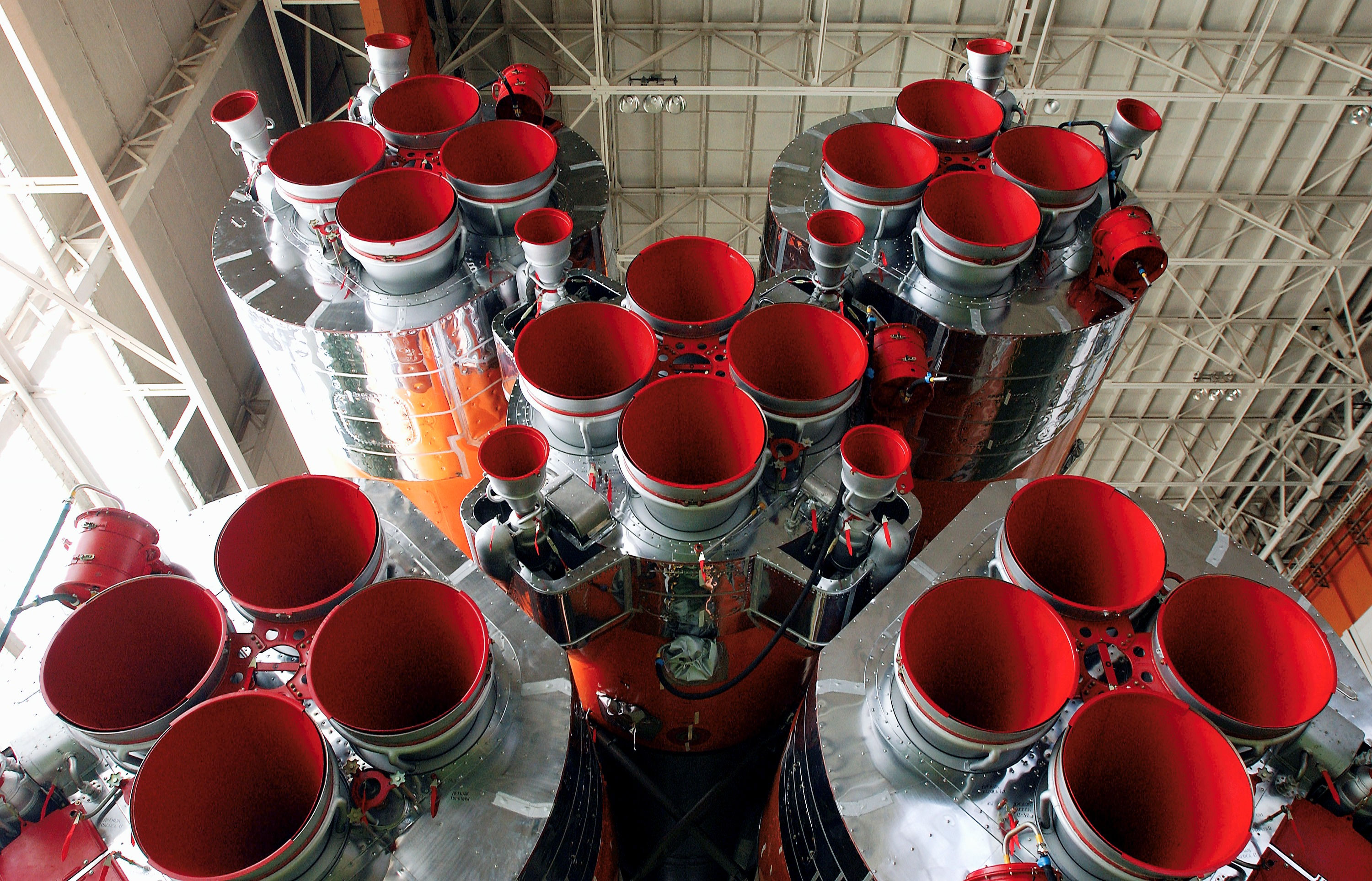
Рушійна установка РД-107 носія «Союз» в технічному ангарі на космодромі Байконур. Такі двигуни підняли в космос перші штучні супутники і перших космонавтів. Тяга на Землі — 83,5 тс. Перший політ — 1957 року.
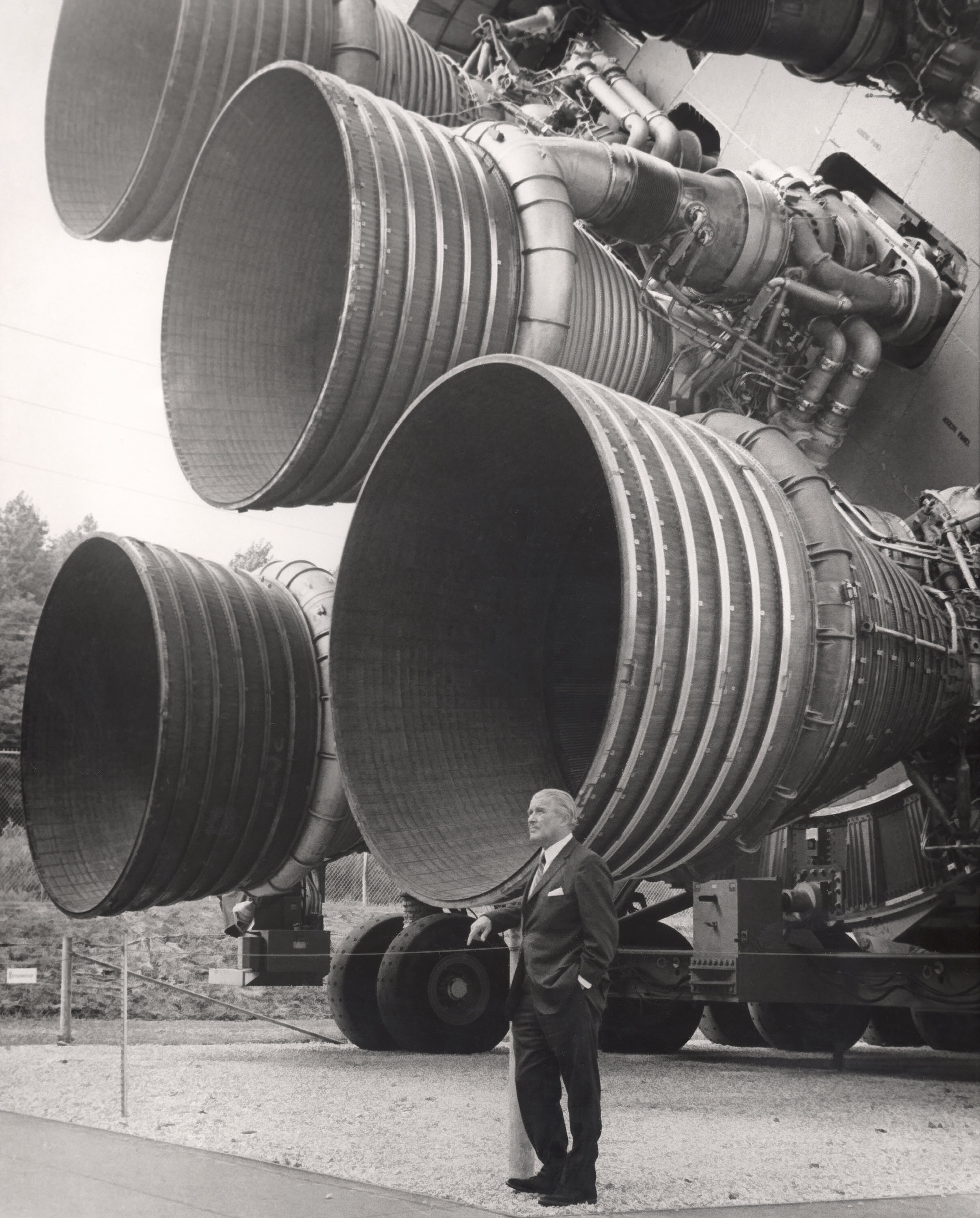
Рушійна установка North American Rockwell, Rocketdyne F-1, 5 двигунів встановлені на першому ступені носія Сатурн V поряд з конструктором ракети Вернером фон Брауном. Ці двигуни забезпечили політ людини на Місяць. Тяга на рівні моря — 691 тс. Перший політ — 1967 року.
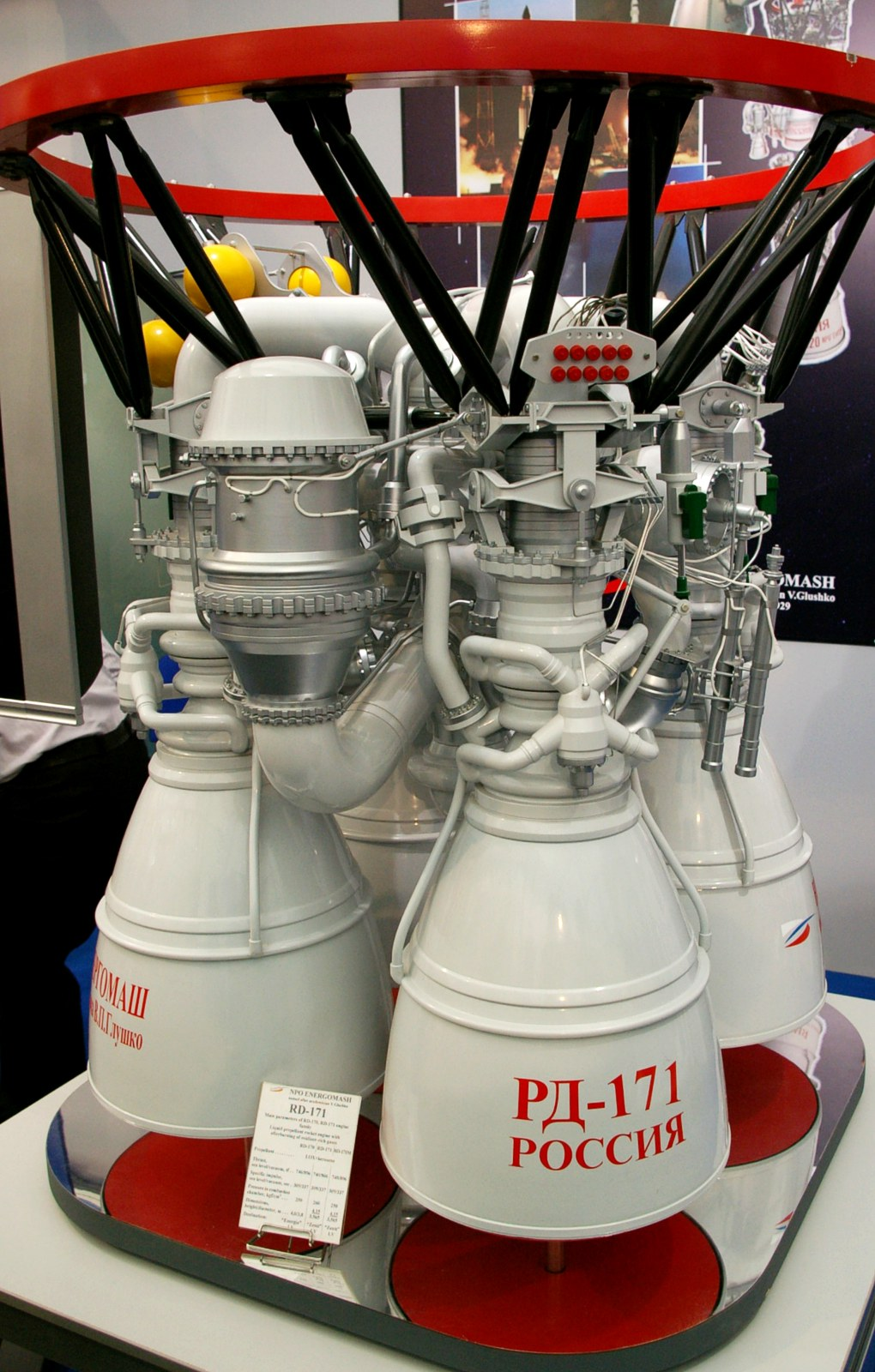
Найпотужніший РРД — РД-171, створений людиною. Використовується на першому ступені української ракети Зеніт.